# Can Tarrús
Can Tarrús és una obra del municipi de Brunyola i Sant Martí Sapresa (Selva) inclosa en l'Inventari del Patrimoni Arquitectònic de Catalunya.

## Descripció
Can Tarrús es tracta d'una masia d'estructura complexa a causa de les múltiples ampliacions i reformes que s'han practicat en ella al llarg del temps.
L'edifici originari està estructurat internament en dues crugies i consta de planta baixa i pis superior i està cobert amb una teulada a dues aigües de vessants a laterals.
La planta baixa destaca el gran portal quadrangular equipat amb una robusta llinda monolítica de grans dimensions i muntants laterals de pedra molt ben treballats i escairats. En la llinda es pot llegir una inscripció, que tot i trobar-se en bon estat de conservació la seva comprensió i interpretació és molt difícil i diu així:
"A L A F E T A + A N T I C L U LL
M E L L A Y 1 5 8 4"
En el primer pis trobem dues obertures rectangulars: la de l'extrem dret és bastant irrellevant, ja que no ha rebut cap tractament a destacar. Per la seva banda, la de l'extrem esquerre ubicada simètricament sobre el portal d'entrada, està equipada amb llinda monolítica i muntants de pedra i ampit treballat. Sota l'ampit trobem la solució prototípica que consisteix a disposar dues o tres pedres com a mesura de reforç en la sustentació de la pesant finestra.
Tanca la façana, en la part superior, un ràfec format per quatre fileres: la primera de rajola plana, la segona de rajola en punta de diamant, la tercera de rajola plana i la quarta de teula.
Els murs exteriors d'aquest edifici primigeni, estan completament arrebossats però sense pintar.
La masia primigènia presenta diverses ampliacions i reformes posteriors les quals s'han materialitzat a la pràctica en tres cossos diferents adossats a la masia. El primer el trobem ubicat a la part esquerra. Es tracta d'un cos de grans dimensions de planta rectangular, que consta de planta baixa, pis superior i golfes i que està cobert amb una teulada a quatre aigües.
Aquest primer cos està estructurat internament en dues crugies.
La planta baixa consta de dues obertures, com són el portal d'arc de mig punt rebaixat de maó i una finestra totalment irrellevant.
En el primer pis trobem dues obertures rectangulars projectades com a semi-balconades, ja que les baranes actuen més com a ampit que no pas com a baranes pròpiament, cosa que provoca que no sobresurtin gens respecta el pla horitzontal de la façana. Es tracta de dos ampits ornats amb profuses i voluptuoses formes vegetals.
El segon pis actua com a golfes i es manifesta en la façana en format de dues minúscules obertures, totalment irrellevants, ja que no acumulen cap treballar a destacar.
Tanca la façana en la part superior un ràfec de fusta sostentat per llates i tapajuntes.
Els murs d'aquest segon cos estan compostos per pedres irregulars, fragments de rajoles i còdols manipulats a cops de martell i tot lligat amb morter de calç.
El segon cos és el que actua com a vincle o nexe entre les dues construccions principals. Es tracta d'un petit cos de dues plantes, amb una finestra per pis respectivament, totalment irrellevants. Aquest cos presenta a sengles extrems dos contraforts d'aspecte molt robust i sòlid. La factura d'aquests contraforts és relativament moderna. Corrobora aquesta teoria dos factors: per una banda, el seu aspecte novedós, mentre que per l'altra el fet que si contemplem la fotografia de la fitxa de l'inventari del Consell Comarcal núm. 792, realitzada per Joan Llinàs i Jordi Merino, podem observar que aquests dos contraforts no existeixen. Uns contraforts que tenen com a missió i finalitat apuntalar una estructura dèbil evitant així el deteriorament o el sorgiment de possibles malformacions en l'estructura.
Els murs d'aquest cos intermedi estan simplement arrebossats.
L'últim cos, adossat a la dreta de la masia, es tracta d'una petita construcció de planta rectangular. Consta de dues plantes i està cobert amb una teulada a dues aigües de vessants a façana.
Aquest tercer cos actuaria com a dependències o estructures de treball i l'accés es practica mitjançant una gran obertura d'arc de mig punt.
Els murs exteriors tenen com a matèria primera les pedres fragmentades i els còdols de riu manipulats a cops de martell i tot lligat amb morter de calç.
L'estat de conservació de la masia és bastant bo, i a simple vista no hi ha motius que hagin de fer patir per la seva integritat física.
Amb la construcció dels dos contraforts s'ha demostrat que en la masia s'han practicat una sèrie d'obres, en un període relativament recent, que tenen com a objectiu consolidar i reforçar les estructures portants de la masia.